# 若松節朗
若松 節朗（わかまつ せつろう、1949年（昭和24年）5月5日 - ）は、日本のテレビドラマ演出家・映画監督。

## 来歴・人物
秋田県河辺郡河辺町（現・秋田市）生まれ。秋田市立秋田商業高等学校、日本大学藝術学部放送学科卒業後、TBS系のテレパックに入社。ADを経て『思春期の妻たち』（1984年、フジテレビ）などのテレビドラマを演出。

### 共同テレビに移籍
1986年にフジテレビ系の共同テレビジョンに移籍。局制作が少なかったフジの中でテレパック時代のノウハウを活かし、『あまえないでヨ!』『ラジオびんびん物語』『しゃぼん玉』などのヒットドラマを数々手がけた。
90年代は『振り返れば奴がいる』『お金がない!』『正義は勝つ』など織田裕二の主演ドラマを多数演出し、その縁で2000年、織田主演のアクション大作『ホワイトアウト』で映画監督デビューを果たす。もともと映像化不可能と言われた原作であり、雪山を舞台にしながら暖冬にも苦しめられた末に完成。日本映画には珍しい本格的なエンタテイメントとして大ヒットを記録した。
80年代から90年代にかけて日本のTVドラマ界を牽引したディレクターのひとり。2000年代に急増したテレビ出身監督にも数えられるが、テレビドラマの映画版によるデビューではなく、『ホワイトアウト』は映画プロデューサーからの抜擢を受けての登板、何度も映画化が企画されながらいずれも頓挫していた山崎豊子のベストセラー小説を映像化した『沈まぬ太陽』では、自主的に監督立候補した結果で、むしろ異業種監督の系譜で捉えるのが妥当であるといわれる。
役員待遇エグゼグティブディレクターなどを歴任し、現在はフリーランス。
監督としての活動のほか、鈴木雅之、河野圭太、木下高男、高丸雅隆、村谷嘉則などを育てた。男優ではかつては古尾谷雅人、石橋凌、山田辰夫、最近では織田裕二、渡哲也、女優では松嶋菜々子と組んで仕事をする機会が非常に多い。また西村まさ彦との付き合いも深く、2012年10月からは西村主演の『地球の王様』にて初の舞台演出を務めた。

## 主な代表作品

### テレビドラマ

#### テレパック時代
- ゆく道くる道わかれ道（1980年、フジテレビ）
- 思春期の妻たち（1984年、フジテレビ）
- 天皇の料理番（1980年、TBS）制作進行
- 野々村病院物語（1981年、TBS）
- おまかせください、オレの女房どの（1982年、フジテレビ）
- 月曜ドラマランド『どっきり天馬先生』（1983年、フジテレビ）
- 月曜ドラマランド『特別機動少女隊 ホールドアップ』（1985年、フジテレビ）

#### 共同テレビ時代
- 透明少女（1986年、フジテレビ）プロデュースのみ
- みゆき（1986年、フジテレビ）
- 未亡人は17歳（1986年、フジテレビ）
- 一休さん（1986年、フジテレビ）プロデュース兼務
- あまえないでヨ!（1987年、フジテレビ・東宝）
- ラジオびんびん物語（1987年、フジテレビ）
- オレの妹急上昇（1987年、フジテレビ）
- 熱っぽいの!（1988年、フジテレビ）
- あそびにおいでヨ!（1988年、フジテレビ）
- 追いかけたいの!（1988年、フジテレビ）
- パパ!かっこつかないゼ（1990年、フジテレビ）
- しゃぼん玉（1991年、フジテレビ・東映テレビ）
- 教師夏休み物語（1992年、日本テレビ）
- 振り返れば奴がいる（1993年、フジテレビ）
- 花王ファミリースペシャル『夢は世界のデザイナー ケンゾー・ジュンコの青春物語』（1993年、関西テレビ）
- 振り返れば奴がいる　最後の戦いスペシャル（1993年、フジテレビ）
- お金がない!（1994年、フジテレビ）
- 料理人・豪太が行く（1995年、関西テレビ）
- 正義は勝つ（1995年、フジテレビ）
- いい日旅立ち〜4つの卒業〜（1996年、関西テレビ）
- 炎の消防隊（1996年、テレビ朝日）
- 3番テーブルの客（1996年、フジテレビ）
- それが答えだ!（1997年、フジテレビ）
- 金曜エンタテイメント『姑は名探偵 芹澤雅子』（1997年、フジテレビ）
- 恋はあせらず（1998年、フジテレビ）
- チェンジ!（1998年、テレビ朝日）
- 土曜ワイド劇場『名探偵由利麟太郎　蝶々殺人事件』（1998年、テレビ朝日）
- けろりの道頓（1999年、関西テレビ）
- 輝ける瞬間（1999年、名古屋テレビ）
- やまとなでしこ（2000年、フジテレビ）
- 反乱のボヤージュ（2001年、テレビ朝日）
- 金曜エンタテインメント『ピッキングトリオの事件簿』（2001年、フジテレビ）
- 恋ノチカラ（2002年、フジテレビ）
- 真夜中の雨（2002年、TBS）
- 美女か野獣（2003年、フジテレビ）
- マルサ!!東京国税局査察部（2003年、関西テレビ）
- 弟（2004年、テレビ朝日）
- 宿命（2004年、WOWOW）
- 救命病棟24時（2005年、フジテレビ）
- 祇園囃子（2005年、テレビ朝日）
- 熟年離婚（2005年、テレビ朝日）
- さいごの約束（2006年、関西テレビ）
- 役者魂!（2006年、フジテレビ）
- 金曜プレステージ『パパの涙で子は育つ』（2007年、フジテレビ）
- パンドラ（2008年、WOWOW）
- 愛馬物語（2008年、フジテレビ）
- 太陽と海の教室（2008年、フジテレビ）
- 世にも奇妙な物語 20周年スペシャル・秋 〜人気作家競演編〜『燔祭』（2010年、フジテレビ）
- 境遇（2011年、ABC）
- 尾根のかなたに〜父と息子の日航機墜落事故〜 前・後編（2012年、WOWOW）
- ゆりちかへ ママからの伝言（2013年、メーテレ）
- チキンレース（2013年、WOWOW）
- しんがり 山一證券 最後の聖戦（2015年9月20日 - 10月25日、WOWOW）
- 巨悪は眠らせない 特捜検事の逆襲（2016年、テレビ東京）[3]
- 石つぶて 〜外務省機密費を暴いた捜査二課の男たち〜（2017年、WOWOW）
- アメリカに負けなかった男〜バカヤロー総理 吉田茂〜（2020年、テレビ東京）[4]
- トッカイ〜不良債権特別回収部〜（2021年、WOWOW）
- 優しい音楽〜ティアーズ・イン・ヘヴン 天国のきみへ（2022年、テレビ東京）
- ガラパゴス（2023年、NHK BSプレミアム・NHK BS4K）

### 映画
- COMPLEX BLUE（1994年）
- ホワイトアウト（2000年、東宝）
- 子宮の記憶 ここにあなたがいる（2006年、トルネード・フィルム）
- 沈まぬ太陽（2009年、東宝）
- 夜明けの街で（2011年、角川映画）
- 柘榴坂の仇討（2014年、松竹）
- 空母いぶき (2019年、キノフィルムズ)
- Fukushima 50（2020年、松竹）
- 海の沈黙（2024年、ハピネットファントム・スタジオ）

### 舞台
- 地球の王様(2012年10月-)出演・西村雅彦、大塚千弘、岡田義徳、浅利陽介、片桐仁、高橋ひとみ、永井大

## 受賞歴
- 1997年
  - 第14回ザテレビジョンドラマアカデミー賞 監督賞（西谷弘と共に）（『それが答えだ!』）[5]
- 2001年
  - 第24回日本アカデミー賞 優秀監督賞（『ホワイトアウト』）
- 2002年
  - 第35回ザテレビジョンドラマアカデミー賞 監督賞（福澤克雄、松原浩、村谷嘉則）（『真夜中の雨』）[6]
- 2005年
  - 第44回ザテレビジョンドラマアカデミー賞 監督賞（水田成英ほか）（『救命病棟24時 第3シリーズ』）[7]
- 2010年
  - 第33回日本アカデミー賞 優秀監督賞（『沈まぬ太陽』）[8]
- 2021年
  - 第44回日本アカデミー賞 最優秀監督賞 （『Fukushima 50』）[9]